# نستور سالیناس
نستور سالیناس (انگلیسی: Néstor Salinas؛ زادهٔ ۲۸ فوریهٔ ۱۹۹۳) بازیکن فوتبال اهل اسپانیا است.
از باشگاه‌هایی که در آن بازی کرده‌است می‌توان به باشگاه فوتبال پومفرادینا، باشگاه فوتبال اتلتیک بیلبائو بی، و باشگاه فوتبال میراندس اشاره کرد.